# 神田橋ジャンクション

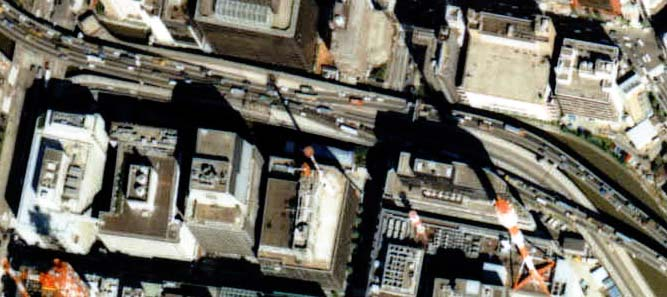
航空写真。

神田橋ジャンクション（かんだばしジャンクション）は、東京都千代田区にある首都高速道路の都心環状線と八重洲線を結ぶジャンクションである。

## 連絡している路線
- 首都高速都心環状線
- 首都高速八重洲線

八重洲線は都心環状線竹橋JCT方面のみの接続となっており、江戸橋JCT方面と八重洲線を行き来することはできない。また、近接する神田橋出入口は八重洲線方面の利用はできない。

## 隣
首都高速都心環状線
(26)北の丸出口 - 竹橋JCT - (29)神田橋出入口 - 神田橋JCT - (28)神田橋出入口 - *(30)呉服橋出入口 - *(31)江戸橋出入口 - 江戸橋JCT - (11)宝町出入口
首都高速八重洲線
神田橋JCT - *(40P,41P)常盤橋出入口 - (42P,43P)八重洲出入口 - (44)丸の内出口
*打消線は閉鎖